# Los Pirpintos
Los Pirpintos es una localidad del departamento Copo, provincia de Santiago del Estero, Argentina.
Se encuentra sobre la Ruta Nacional 16 y en el Ramal C12 del Ferrocarril Belgrano.

## Población
Cuenta con 1,729 habitantes (Indec, 2010), lo que representa un incremento del 5,88% frente a los 1,633 habitantes (Indec, 2001) del censo anterior.
| Gráfica de evolución demográfica de Los Pirpintos entre 1991 y 2010 |
|                                                                     |
| Fuente: Censos nacionales del INDEC                                 |

## Parroquias de la Iglesia católica en Los Pirpintos
| Diócesis  | Añatuya                   |
| --------- | ------------------------- |
| Parroquia | Nuestra Señora del Carmen |